# Залцбургау
Залцбургау (на немски: Salzburggau; на латински: „Pidinga in pago Salzburchgaoe“) е от 6 век средновековно гау-графство на Херцогство Бавария в северната част на провинция Залцбург в Австрия и днешна Бавария. През 1328 г. Залцбург се отделя от Бавария, Залцбургау се разделя и не се нарича вече така.
Значимите родове, които имат графове в Залцбургау, са Енгелбертите (9 век), Арибоните (9 и 10 век) и Зигхардингите (10 и 11 век). От ок. 1100 г. графовете фон Плайн получават Южен Залцбургау, и измират през 1260 г. Северно от тях, в долен Залцбургау, от 1104 г. получават графовете фон Лебенау (от страничен клон на род Спанхайми), които измират през 1229 г. Двете графства попадат тогава на архиепископа на Залцбург. През 1275 г. баварският херцог признава собственостите на архиепископа на Залцбург. През 1328 г. Залцбург отива към Австрия и Залцбургау се разделя.

## (Гау)-графове в Залцбургау
- Хартвиг I († 985), пфалцграф на Бавария, 960 г. граф в Изенгау, 963 г. в Залцбургау, граф в Каринтия (близък роднина на Арибоните)[1]
- Кадалхох II (пр. 958), граф в Изенгау и в Залцбургау (Арибони)[2]